# Happy Cactus
Happy Cactus – nieistniejący już amerykański zespół założony przez Colina Meloya, obecnie lidera zespołu The Decemberists i Davida Caseya (obecnie w rodzinnym zespole Watercarvers Guild).
Casey i Meloy spotkali się u progu lat 90., kiedy to obaj stawiali pierwsze kroki w nauce gry na gitarze. Lekcje brali u ojca Davida. Panowie bardzo pragnęli tworzyć, więc każde ich sobotnie spotkanie owocowało w postaci nowego utworu. 
W 1993 roku pod nazwą Happy Cactus, w towarzystwie Deidre Casey i Marka Schummera, opublikowali płytę zatytułowaną Cricket.
Wśród inspiracji, członkowie Happy Cactus wymieniali twórczość R.E.M., The Replacements czy też artysty o nazwisku Robyn Hitchcock. Wskazówki gatunkowe to połączenie wczesnego indie rocka z alternative country i dużą inspiracją folkiem.

## Dyskografia
- Cricket – 1993